# Alcis bistrigata
Alcis bistrigata är en fjärilsart som beskrevs av Bruckova 1945. Alcis bistrigata ingår i släktet Alcis och familjen mätare. Inga underarter finns listade i Catalogue of Life.